# Wiżajny (gmina)
Wiżajny est une gmina rurale du powiat de Suwałki, Podlachie, dans le nord-est de la Pologne, sur la frontière avec la Lituanie. Son siège est le village de Wiżajny, qui se situe environ 35 km au nord de Suwałki et 143 km au nord de la capitale régionale Białystok.
La gmina couvre une superficie de 122,59 km2 pour une population de 2 672 habitants.

## Géographie
La gmina inclut les villages d'Antosin, Bolcie, Burniszki, Cisówek, Dziadówek, Dzierwany, Grzybina, Jaczne, Jegliniszki, Kamionka, Kłajpeda, Kłajpedka, Laskowskie, Leszkiemie, Ługiele, Makowszczyzna, Marianka, Maszutkinie, Mauda, Mierkinie, Okliny, Poplin, Rogożajny Małe, Rogożajny Wielkie, Soliny, Stankuny, Stara Hańcza, Stołupianka, Sudawskie, Sześciwłóki, Użmauda, Wiłkupie, Wiżajny, Wiżgóry, Wysokie et Żelazkowizna.
La gmina borde les gminy de Dubeninki, Jeleniewo, Przerośl et Rutka-Tartak. Elle est également frontalière de la Lituanie.